# Spoorlijn 137
Spoorlijn 137 was een Belgische spoorlijn van Acoz naar Mettet. De lijn was 12,6 km lang.

## Geschiedenis
De enkelsporige lijn is op 25 april 1887 in dienst gekomen. Het reizigersverkeer is opgeheven in 1954. Het ongebruikte spoor tussen Mettet en Gougnies is in 1966 opgebroken. Tussen Acoz en Gougnies heeft nog tot 1978 goederenvervoer plaatsgevonden. Daarna is in 1980 het spoor op dit laatste traject eveneens opgebroken.

## Aansluitingen
In de volgende plaatsen is of was er een aansluiting op de volgende spoorlijnen:
Acoz
Spoorlijn 138 tussen Châtelet en Florennes-Centraal
Mettet
Spoorlijn 150 tussen Tamines en Jemelle